# Venas braquiales
En anatomía humana, las venas braquiales son venas concomitantes de la arteria braquial en el brazo. Debido a que se encuentran bajo los músculos, se consideran venas profundas. Siguen el curso de la arteria braquial (en reverso): inicia el recorrido donde se unen las venas radiales y las venas cubitales (justo donde se bifurca la arteria radial). Termina en el borde inferior del músculo redondo mayor. En este punto la vena braquial se une a la vena basílica para formar la vena axilar. 
Las venas braquiales también tienen tributarias de menor tamaño que drenan los músculos de la parte superior del brazo, como el bíceps braquial y el tríceps braquial.